# Erdoğan Kaya
Erdoğan Kaya (ur. 27 marca 2001 w Ankarze) – turecki piłkarz grający na pozycji obrońcy w zespole seniorskim klubu Beşiktaş JK, do którego przeszedł oficjalnie 20 kwietnia 2020 roku, kończąc karierę w zespole juniorów Beşiktaş U19.